# Amor mio
Amor mio је песма италијанске певачице Мине са њеног албума Mina из 1971. године. Песму су написали Лучо Батисти и Могол, а аранжирање је направио Ђан Пјеро Ревербери.
Песма је имала велики успех у Италији, провевши осамнаест недеља у првој петорици листе синглова. Ова песма се такође сматра једном од најпрепознатљивијих песама певачице.

## Позиције на листама
| Листа (1971)                         | Највиша позиција |
| ------------------------------------ | ---------------- |
| Италија (Discografia Internazionale) | 2                |
| Италија (Musica e dischi)            | 2                |